# 氏族
氏族（英語：Clan），經由實際的親屬血緣關係，或是擬親屬血緣關係，因而建立的人類群體。以擁有共同祖先產生認同與信仰形成社會結構，氏族通常會擁有自己的獨特起源神話、圖騰與稱呼，這個獨特稱呼產生了姓氏。
之成员一般有一共同祖先或有一想象的共同祖先，其成员一般不會是另一个氏族的成员，成员之间有特别密切的关系、权利和义务，氏族有自己独特的称号，一般来说氏族内部成员之间不通婚。氏族一般作为部落的成员而存在。
氏族产生于旧石器时代晚期。依照计算其世系划分氏族的方式可分为母系氏族和父系氏族；子女成为母亲所在氏族成员的是母系氏族，子女成为父亲所在氏族成员的是父系氏族；氏族为母系氏族的社会状态为母系社会，氏族为父系氏族的社会状态为父系社会；一般认为母系社会早于父系社会，父系氏族是由母系氏族演化产生的。
在中國古代社會中，公共事務由選舉的氏族長管理，重大事情由氏族成員會議決定。
随着金属工具的出现和生产力的提高，私有制和阶级关系逐渐确立，氏族制度开始解体，形成一夫一妻制家庭为单位、按地域原则结成的农村公社。

## 延伸阅读
[在维基数据编辑]
 《欽定古今圖書集成·明倫彙編·氏族典·氏族總部》，出自陈梦雷《古今圖書集成》